# NGT48
NGT48是日本大型女子偶像團體，為AKB48第7個姊妹團體、以及第5個國內姊妹團體，於2015年8月21日出道，活動根據地是日本北陸地方的主要城市新潟市，總製作人則與其他AKB48姊妹團體同樣由作詞家秋元康擔任。其團名來自新潟的羅馬字。

## 简介
身為AKB48集團第一個以臨日本海都市為基地的團體，NGT48有著部分特別之處：
- 相對於之前日本國內成立的其他姊妹團體，均以其劇場所在地（指所在都市內的地名）來命名[注 2]，NGT48是直接以所在都市命名的首例。在此之前，只有日本以外的姊妹團體是以都市命名，例如JKT48。
- 因NGT48亦是AKB48團體之一成員，所以成員有時會被選為AKB48的歌曲的選拔成員。也會參加AKB48選拔總選舉或是AKB48猜拳大會（日语：AKB48グループじゃんけん大会）等活動。
- AKB48的單曲發售記念的握手會以及AKB48專輯發售紀念的寫真會基本上會參加，而個別NGT48的單曲發售記念的握手會亦會獨自舉行。
- 沒有如較早成立的5個日本國內姊妹團體參與「AKB48 Now on Google+」的企劃。
- 創團成員26人中[注 3]新潟縣在地出身者僅有12人，現役成員（含研究生）則為14人，比率是AKB48集團各團體中最低的。
- 較其他較早成立的日本國內姊妹團體注重「地域密著（日语：地域密着）」，戮力於與新潟在地的連結。

NGT48創團之初，其營運者、以及無外簽經紀合約成員所屬的經紀公司為AKS，即AKB48集團的營運公司，此與HKT48的情況相同。2020年4月1日，隨著AKB48集團實施營運體制調整，NGT48的團體營運與成員經紀事務，從AKS轉由新成立的專責公司「Flora」接手。團體目前沒有現役成員外簽加入個別經紀公司。
所屬的唱片公司最初為日本索尼音樂旗下品牌「Ariola Japan」，後於2020年移籍至日本環球音樂旗下品牌EMI RECORDS。

## 歷史

### 2015年
- 1月25日，AKB48的營運公司AKS，於TOKYO DOME CITY HALL舉辦的「AKB48 重溫時間 最佳曲目1035」第五日晚場演唱會中，宣佈將在新潟地區成立“NGT48”的相關訊息，包括SKE48劇場管理人候補生今村悅朗移籍至NGT48擔任劇場管理人，並於同年3月開始招募第一期成員，但原本預定於同年10月1日成立的NGT48劇場則於9月時宣布將延至2016年1月10日才開幕[2][3][4][5]。
- 3月26日，AKB48單獨演唱會上宣佈人事異動，北原里英將移籍至NGT48並擔任隊長，柏木由紀将取消兼任NMB48轉為兼任NGT48，實行日期另行公佈，為NGT48最早確定之成員[6]。
- 5月10日，參與於有明競技場舉辦的「第二屆AKB48集團選秀會」，由北原里英、柏木由紀與劇場管理人今村悅朗三人代表參加[7]，最終選中荻野由佳、西潟茉莉奈兩人[8][9][10]。
- 5月24日，在新潟市內的記者會上公佈劇場地点、以及上述选秀会中取得交涉权的两名成员的合约成立，同時劇場管理人今村悅朗公佈應徵人數[11]。
- 7月25日，NGT48一期生徵選结束，共有22人通过徵選[12]。
- 7月30日，NGT48得到第一份正式工作，受新潟县知事泉田裕彥（日语：泉田裕彦）任命为「新潟家乡名物商品宣傳大使」[13]。
- 8月20日，NGT48官方網站正式開放，官方推特上線。
- 8月21日，NGT48成員在新潟市歷史博物館（日语：新潟市歴史博物館）前廣場初次公開披露並進行表演，正式在演藝界出道。官方YouTube頻道亦在同日上線。

### 2016年
- 1月10日，NGT48劇場開幕，Team NIII成員披露，同時於該日開始Team NIII第一部劇場公演「PARTY開始了」[5]。
- 3月9日，AKB48第43張單曲《你就是旋律》發行，當中收錄NGT48第一首原創歌曲《Max朱鷺315號》，Center（中心成員）由高倉萌香擔任。
- 5月15日，Team NIII舉行「PARTY开始了」千秋樂（日语：千秋楽）公演（最終公演）。該場公演上，宣布北原里英、荻野由佳兩人出任Team NIII的正副隊長。
- 5月28日，Team NIII舉行第二部劇場公演「睡衣兜风」初日公演。
- 6月18日，參加於新潟縣立棒球場舉行的AKB48第45張單曲選拔總選舉，並发表将在日本索尼音乐娱乐旗下的唱片品牌「Ariola Japan（日语：アリオラジャパン）」正式出道。
- 8月6日，在埼玉超級競技場举行的“第2届AKB48集團 分隊对抗大运动会”上、初次出場的Team NIII取得了胜利[14]。
- 8月9日，研究生公演“夏之二次会PARTY”开始演出。除了研究生10人之外每场演出有6名Team NIII的成员支援演出[15]。

### 2017年
- 1月21日及22日舉辦的「AKB48集團 重溫時間 最佳曲目100 2017」中，NGT48歌曲《Max朱鷺315號》獲得第一名，為NGT48首次在此票選活動中拿下冠軍。
- 4月12日，首張單曲《青春時鐘》發行，Center由中井莉加擔任[16]。
- 6月1日，AKB48第49張單曲選拔總選舉公布速報結果，NGT48位居前10名的成員有第1名的荻野由佳、第5名的本間日陽及第7名的高倉萌香。在速報的前100名成員中，NGT48共有11名成員上榜[17]。6月17日的總選舉開票活動於沖繩縣豐見城市舉行，NGT48選入選拔組的成員為第5名的荻野由佳、第10名的北原里英、以及第13名的本間日陽。在總選舉前80名入選成員中，NGT48共有10人上榜[18]。
- 6月5日，Team NIII舉行「睡衣兜風」千秋樂公演。
- 7月2日，Team NIII舉行第三部劇場公演「榮耀之丘（日语：チームNIII 3rd Stage「誇りの丘」）」初日公演[19]。
- 8月21日，於新潟市歷史博物館舉辦的NGT48成立2週年紀念活動上，自AKB48移籍近2年半的北原里英宣布明年將自NGT48暨AKB48集團畢業[20]。
- 12月6日，第2張單曲《藍天會延續到這世界上的哪裡去呢？》發行，Center由荻野由佳擔任[21]。

### 2018年
- 1月8日及1月9日，NGT48成員分別以「1小時內印出最多手印畫」（「Most contributions to a handprint painting in one hour」）和「最快時間內做出100個飯糰（的團體）」（「Fastest time to make 100 rice balls (team)」）獲得金氏世界記錄認證[22]。
- 1月19日及20日舉辦的「AKB48集團 重溫時間 最佳曲目100 2018」中，NGT48以《藍天會延續到這世界上的哪裡去呢？》獲得第一名，連續兩年奪得冠軍；此外NGT48的全部原創曲皆有上榜[23]。
- 2月25日，於「榮耀之丘」公演中公布第三屆AKB48集團選秀會議中由Team NIII指名的5名成員，合约即日起成立，象徵正式加入NGT48[24]。
- 4月11日，第3張單曲《春天哪裏來？》發行，Center由本間日陽擔任，選拔成員則由NGT48全體創團成員構成[25][注 3]。
- 4月13日，首次在根據地新潟舉辦的大型演唱會「NGT48單獨演唱會～朱鷺來了！從新潟邁向全國！～」在朱鷺展覽館舉行，演唱會上發表首次組閣（分隊編組調整）的消息，包括成立Team G、北原里英的Team NIII隊長職務由加藤美南接棒、荻野由佳續任Team NⅢ副隊長、1期研究生全數升格、選秀3期研究生續任Team NIII研究生，同時也宣布兩個分隊的新劇場公演將於7月上旬開始，Team G初日公演將公布隊長及副隊長人選[26][27][28]。
- 4月14日，於朱鷺展覽館舉行北原里英4月18日離團前的告別演唱會「北原里英畢業演唱會 ～夢之1115日　新潟之女大功告成！～」[29][30]。
- 6月12日，二期生16名成員於當日的Team NIII劇場公演上首次亮相[31]。
- 6月30日及7月1日，新Team NIII與Team G分別舉行劇場的初日公演，正式實施新的組閣體制。7月1日舉行的Team G第一部劇場公演「引體後翻」初日公演上，同時宣布由本間日陽以及山口真帆出任Team G的正副隊長[32][33]。
- 9月2日，選秀3期研究生與NGT48第二期研究生在新潟市區的萬代City Park舉行首次公開見面會「NGT48 研究生披露Live ～久等了！我們也是新潟之女！～」[34][35]。
- 9月15日，於日本武道館舉行第4張單曲發售紀念活動「新篇章 NGT48宣言!!　～世界的人呀，一同歌唱吧～」[36]。
- 10月3日，第4張單曲《獻給世人》發行，Center由荻野由佳擔任，單曲本身則於同月19日在世界119個國家數位發行[37]。

### 2019年
- 1月8日，成員山口真帆於深夜在個人SHOWROOM直播上公布去年12月前在自宅玄關處被兩名男子襲擊的事件[38]，隨後在個人推特上詳述事件經過（其後部分推文被删除）。隔日，NGT48營運單位AKS在NGT48官方網站發表「關於山口真帆近日的一連串騷動的報告」加以說明[39][40]。山口真帆襲擊事件爆發後，新潟日報等新潟在地媒體、以及日本各大媒體均以頭條或重要篇幅報導；同時，NGT48各成員的SNS帳號數日均停止更新。
- 1月10日，於NGT48劇場舉辦「NGT48劇場三周年特別紀念公演 ～有志者事竟成！我们來自這裡！～」。山口真帆於該場公演亦有出演一首歌曲，並在歌曲表演後對前天自爆的襲擊事件引發的騷動簡短地向粉絲致歉；但山口身為受害者出面道歉之舉，引發媒體及輿論譁然。
- 1月14日，AKS於凌晨在NGT48官方網站公布人事異動，劇場管理人今村悅朗調回東京，新任劇場管理人由原SKE48營運單位工作人員早川麻依子接任，同時增設副劇場管理人，由岡田剛擔任。當日上午在AKB48集團成人式活動後於場地神田明神舉辦記者招待會，AKS營運負責人兼董事松村匠與新任劇場管理人早川麻依子、副劇場管理人岡田剛在記者會中為山口真帆襲擊事件向社會大眾公開道歉[41][40]。
- 3月15日，新潟電視台於官網宣布，NGT48冠名節目《NGT48的新潟朋友!》將於3月25日最終回播出後正式畫下句點[42]。
- 4月11日，營運方宣布Team NIII與Team G將結束現有的劇場公演劇目，同時將取消分隊制度，將現有團員分為1期生、研究生以重啟活動[43][44]。
- 4月21日，Team NIII於午場舉行「榮耀之丘」千秋樂公演，Team G則於晚場舉行「引體後翻」千秋樂公演。柏木由紀於Team NIII公演後解除在NGT48的兼任[45]，長谷川玲奈、菅原里子、山口真帆三人則在Team G公演上宣布畢業[46]。
- 4月27日，參與「AKB48集團 春季音樂節 in 橫濱棒球場」演出，此場演出為NGT48取消分隊制度後的首次公開演出。先前宣布畢業的山口真帆、菅原里子、長谷川玲奈皆未參與演出[47]。
- 5月21日，成員加藤美南因在社群網站發表的貼文內容不當，營運單位做出懲處，即日起降格為研究生，另宣布NGT48全體成員的SNS帳號全面停止更新[48]。
- 6月5日，新潟縣政府宣布中止與NGT48的合作契約，9月份國民文化節與全國身障者藝術文化節宣傳大使將另尋人選[49]。
- 7月31日，營運單位宣布NGT48全體成員的SNS帳號將於8月1日起重新開放，除了增加禁止事项之外，研究生成员的Instagram以755取代[50][51]。
- 8月3日，於東京台場舉辦的「TOKYO IDOL FESTIVAL 2019」登台表演。此次為NGT48相隔7個月的首次对外演出，标志着團體已重新開始活動[52]。
- 8月18日，NGT48劇場舉辦时隔8個月的首場常態公演[53]。

### 2020年
- 1月18日，NGT48時隔1年9個月的首場單獨演唱會「NGT48 選拔成員演唱會〜確定將舉辦TDC選拔、合宿。初次的經驗〜」於東京巨蛋城表演廳舉行[54]。
- 4月1日，NGT48營運權由AKS移交至新成立的株式會社Flora[55][56]，劇場管理人制度也同步廢止。
- 5月27日，統籌管理NGT48營運公司Flora與HKT48營運公司Mercury的控股公司「Sproot」成立，前述兩家公司均為Sproot的100%持股子公司[57]。
- 7月22日，預定發行第5張單曲《粉紅雪酪》，自本作起，唱片公司更换為EMI RECORDS[58]。
- 10月11日起，有觀眾劇場公演將重新開演[59]。

### 2021年
- 6月23日，發行第6張單曲《Awesome（日语：Awesome (曲)）》[60]。
- 7月5日，時隔2年3個月的首個冠名廣播節目「NGT48的愛上越佐RADIO」（NGT48のえっさこいさRADIO、FM-NIIGATA）正式開播[61]。
- 12月22日，發行第7張單曲《我喜歡笨笨的你（日语：ポンコツな君が好きだ）》[62][63]。

### 2022年
- 5月11日，宣布發行首張專輯，並獲任命為佐渡觀光官方宣導大使[64]。
- 6月29日，發行首張專輯《未完成的未來（日语：未完成の未来）》[65][66]。
- 12月28日，發行第8張單曲《候鳥看不見天空（日语：渡り鳥たちに空は見えない）》。

### 2023年
- 8月2日，發行第9張單曲《那個、不重要（日语：あのさ、いや別に...）》。

### 2024年
- 8月28日，發行第10張單曲《瞬間的煙火（日语：一瞬の花火）》。

## 成員
與AKB48、SKE48、NMB48及HKT48類似，NGT48曾划分為2個分隊，分別為Team NIII及Team G，但目前分队制度已取消，另有具有預備成員功能的研究生隊伍。成員徵選合格者、以及透過兩次「AKB48集團選秀會議」選中的選秀生，會先以「研究生」的身分加入组合，再進一步升格成為正式成員。

### 1期生
| 姓名       | 讀音 | 出生日期       | 出身地        | 加入期別 | 所屬 經紀公司 | 升格 正式成員 日期 | 附註                                         | 總選舉 最佳 名次 |
| ---------- | ---- | -------------- | ------------- | -------- | ------------- | ------------------ | -------------------------------------------- | ---------------- |
| 清司麗菜   |      | 2001年4月19日  | 埼玉縣 桶川市 | 1期      | Flora         | 2018年6月30日      | 前打工AKB                                    | -                |
| 西潟茉莉奈 |      | 1995年10月16日 | 東京都        | 選秀 2期 | Flora         | -                  | 前打工AKB 經由第二屆選秀會議加入 NGT48最年長 | 24               |

### 選秀3期生
| 姓名     | 讀音 | 出生日期       | 出身地        | 加入期別 | 所屬 經紀公司 | 升格 正式成員 日期 | 附註                                                 | 總選舉 最佳 名次 |
| -------- | ---- | -------------- | ------------- | -------- | ------------- | ------------------ | ---------------------------------------------------- | ---------------- |
| 佐藤海里 |      | 2000年8月5日   | 新潟縣 新潟市 | 選秀 3期 | Flora         | 2020年12月25日     | 第三屆選秀會議Team NIII第二輪指名                    | -                |
| 藤崎未夢 |      | 2000年11月17日 | 新潟縣 新潟市 | 選秀 3期 | Flora         | 2020年12月25日     | 第三屆選秀會議Team NIII第五輪指名 NGT48隊長（第3任） | -                |

### 2期生
| 姓名     | 讀音 | 出生日期      | 出身地        | 加入期別 | 所屬 經紀公司 | 升格 正式成員 日期 | 附註 |
| -------- | ---- | ------------- | ------------- | -------- | ------------- | ------------------ | ---- |
| 大塚七海 |      | 2000年11月7日 | 新潟縣 新潟市 | 2期      | Flora         | 2020年12月25日     | -    |
| 三村妃乃 |      | 2002年6月15日 | 埼玉縣        | 2期      | Flora         | 2020年12月25日     | -    |

### 3期生
| 姓名            | 讀音 | 出生日期      | 出身地   | 加入期別 | 所屬 經紀公司 | 升格 正式成員 日期 | 附註 |
| --------------- | ---- | ------------- | -------- | -------- | ------------- | ------------------ | ---- |
| 磯部瑠紅        |      | 2007年5月7日  | 新潟縣   | 3期      | Flora         | 2024年12月14日     |      |
| 喜多花惠 （喜多花恵）   |      | 2003年9月9日  | 神奈川縣 | 3期      | Flora         | 2024年12月14日     |      |
| 北村優羽        |      | 2004年9月22日 | 新潟縣   | 3期      | Flora         | 2023年12月10日     |      |
| 木本優菜        |      | 2003年6月17日 | 新潟縣   | 3期      | Flora         | 2024年12月14日     |      |
| 水津菜月        |      | 2004年4月27日 | 千葉縣   | 3期      | Flora         | 2023年12月10日     |      |
| 杉本萌          |      | 2005年7月17日 | 長野縣   | 3期      | Flora         | 2023年12月10日     |      |
| 鈴木凜凜花 （鈴木凜々花） |      | 2008年9月30日 | 新潟縣   | 3期      | Flora         | 2024年12月14日     |      |

### 4期研究生
| 姓名          | 讀音 | 出生日期       | 加入期別 | 所屬經紀公司 | 附註 |
| ------------- | ---- | -------------- | -------- | ------------ | ---- |
| 淺生珠菜 （浅生珠菜） |      | 2006年4月20日  | 4期      | Flora        |      |
| 磯崎菜菜 （磯崎菜々） |      | 2006年7月12日  | 4期      | Flora        |      |
| 奥村百花      |      | 2003年8月28日  | 4期      | Flora        |      |
| 木本杏菜      |      | 2007年10月16日 | 4期      | Flora        |      |
| 佐藤廣花 （佐藤広花） |      | 2006年8月8日   | 4期      | Flora        |      |
| 新澤葵唯 （新沢葵唯） |      | 2008年7月24日  | 4期      | Flora        |      |
| 関野山凪      |      | 2005年7月9日   | 4期      | Flora        |      |
| 高島柚愛      |      | 2010年1月21日  | 4期      | Flora        |      |
| 西川晴菜      |      | 2003年5月17日  | 4期      | Flora        |      |
| 原愛實 （原愛実）   |      | 2009年2月1日   | 4期      | Flora        |      |
| 吉原愛里衣    |      | 2004年4月16日  | 4期      | Flora        |      |

### 5期研究生
| 姓名     | 讀音 | 出生日期       | 加入期別 | 所屬經紀公司 | 附註        |
| -------- | ---- | -------------- | -------- | ------------ | ----------- |
| 安座間結 |      | 2012年1月7日   | 5期      | Flora        | NGT48最年少 |
| 阿達夢   |      | 2007年9月5日   | 5期      | Flora        |             |
| 大町佑香 |      | 2006年10月6日  | 5期      | Flora        |             |
| 甲斐瑞季 |      | 2008年6月10日  | 5期      | Flora        |             |
| 北澤百音 |      | 2008年8月5日   | 5期      | Flora        |             |
| 佐藤柚花 |      | 2008年10月16日 | 5期      | Flora        |             |
| 須藤凜華 |      | 2011年9月9日   | 5期      | Flora        |             |
| 谷口陽香 |      | 2006年2月23日  | 5期      | Flora        |             |
| 辻田季音 |      | 2008年1月9日   | 5期      | Flora        |             |
| 中田麻実 |      | 2006年7月7日   | 5期      | Flora        |             |
| 皆川日和 |      | 2010年8月31日  | 5期      | Flora        |             |

### 前成員

#### 正規成員
| 姓名          | 讀音 | 出生日期       | 出身地            | 加入期別  | 最終 所屬隊伍 | 畢業日期       | 现所屬經紀公司 | 備註                                                                                                   | 總選舉 最高排名 |
| ------------- | ---- | -------------- | ----------------- | --------- | ------------- | -------------- | -------------- | --- | --------------- |
| 北原里英      |      | 1991年6月24日  | 愛知縣 一宮市     | AKB48 5期 | NIII          | 2018年4月30日  | 太田製作       | 前Team NIII隊長暨NGT48總隊長 初代Team A 柏木Team B 曾兼任SKE48 Team S 大島、橫山Team K 4月18日畢業公演 | 10              |
| 宫島亞彌      |      | 1997年11月27日 | 新潟縣 長岡市     | 1期       | NIII          | 2018年8月7日   | -              | 8月6日畢業公演                                                                                         | 70              |
| 髙橋真生      |      | 2001年6月3日   | 新潟縣 小千谷市   | 1期       | NIII          | 2018年10月6日  | -              | 10月5日畢業公演                                                                                        | -               |
| 柏木由紀      |      | 1991年7月15日  | 鹿兒島縣 鹿兒島市 | AKB48 3期 | NIII          | 2019年4月21日  | 渡邊娛樂       | 結束兼任 前AKB48 Team B                                                                                | 2               |
| 菅原里子 （） |      | 2000年11月23日 | 新潟縣 聖籠町     | 1期       | 1期生         | 2019年5月19日  | 愛貝克思管理   | 5月18日畢業公演                                                                                        | -               |
| 長谷川玲奈    |      | 2001年3月15日  | 新潟縣 胎內市     | 1期       | 1期生         | 2019年5月19日  | Crocodile      | 5月18日畢業公演                                                                                        | 77              |
| 山口真帆      |      | 1995年9月17日  | 青森縣 八戶市     | 1期       | 1期生         | 2019年5月19日  | 研音           | 5月18日畢業公演 前Team G副隊長                                                                         | 53              |
| 村雲颯香      |      | 1997年7月5日   | 秋田縣 秋田市     | 1期       | 1期生         | 2019年9月1日   | -              | 8月31日畢業公演                                                                                        | -               |
| 佐藤杏樹      |      | 2001年11月5日  | 新潟縣 魚沼市     | 1期       | 1期生         | 2019年9月30日  | -              | 9月29日畢業公演                                                                                        | -               |
| 高倉萌香      |      | 2001年4月23日  | 新潟縣 上越市     | 1期       | 1期生         | 2020年3月23日  | -              | 畢業 原訂舉辦的畢業公演因日本受新型冠狀病毒疫情影響宣布取消                                            | 25              |
| 太野彩香      |      | 1997年7月20日  | 兵庫縣 伊丹市     | 1期       | 1期生         | 2020年10月31日 | -              | 畢業                                                                                                   | 53              |
| 加藤美南      |      | 1999年1月15日  | 新潟縣 新潟市     | 1期       | 1期生         | 2021年1月31日  | -              | 畢業 前Team NIII隊長 2019年5月21日起降格為研究生                                                       | 30              |
| 荻野由佳      |      | 1999年2月16日  | 埼玉縣 越谷市     | 選秀 2期  | 1期生         | 2021年10月30日 | Horipro        | 前Team NIII副隊長 前AKB48暫定研究生（15期） 前打工AKB 經由第二屆選秀會議加入 畢業                      | 4               |
| 小見山沙空    |      | 2004年7月27日  | 新潟縣 小千谷市   | 2期       | 2期           | 2021年12月31日 | -              | 畢業                                                                                                   | -               |
| 山田野繪      |      | 1999年10月7日  | 埼玉縣 久喜市     | 1期       | 1期           | 2022年2月28日  | -              | - | 91              |
| 角尤利婭 （） |      | 2000年6月22日  | 石川縣 川北町     | 1期       | 1期           | 2022年3月31日  | -              | 前NGT48總隊長 畢業                                                                                     | 77              |
| 日下部愛菜    |      | 2002年2月6日   | 神奈川縣 橫濱市   | 1期       | 1期           | 2022年4月30日  | -              | 畢業 前打工AKB                                                                                         | -               |
| 中村步加      |      | 1998年7月28日  | 新潟縣 新潟市     | 1期       | 1期           | 2022年6月30日  | -              | 畢業前所屬事務所為IDEA旗下的INCENT                                                                     | 64              |
| 富永夢有      |      | 2002年7月16日  | 新潟縣 長岡市     | 2期       | 2期           | 2022年8月17日  | -              | 請辭                                                                                                   | -               |
| 寺田陽菜      |      | 2004年3月13日  | 新潟縣 新潟市     | 2期       | 2期           | 2022年8月31日  | -              | 畢業                                                                                                   | -               |
| 對馬優菜子    |      | 2001年8月20日  | 青森縣            | 選秀 3期  | 選秀 3期      | 2022年9月27日  | -              | 第三屆選秀會議Team NIII第一輪指名 畢業                                                                 | -               |
| 西村菜那子    |      | 1997年8月11日  | 長野縣 長野市     | 1期       | 1期           | 2022年9月30日  | CANVAS         | 前Team NIII（加藤） 畢業                                                                               | 43              |
| 諸橋姫向      |      | 2003年1月4日   | 新潟縣 彌彥村     | 2期       | 2期           | 2022年10月31日 | -              | 畢業                                                                                                   | -               |
| 小熊倫實      |      | 2002年12月15日 | 新潟縣 新潟市     | 1期       | 1期           | 2022年12月31日 | -              | 前Team NIII（初代） 前Team G 畢業                                                                      | 69              |
| 安藤千伽奈    |      | 2001年1月13日  | 長野縣            | 選秀 3期  | 選秀 3期      | 2023年2月28日  | -              | 第三屆選秀會議Team NIII第四輪指名 畢業                                                                 | -               |
| 古館葵        |      | 2004年8月10日  | 東京都            | 2期       | 2期           | 2023年3月31日  | -              | 2期生最年少 畢業                                                                                       | -               |
| 中井莉加 （中井りか） |      | 1997年8月23日  | 富山縣 富山市     | 1期       | 1期           | 2023年8月31日  | 太田製作       | 前Team NIII（初代） 前Team G（本間） 畢業                                                              | 23              |
| 古澤愛        |      | 2000年10月1日  | 茨城縣            | 2期       | 2期           | 2024年1月27日  | -              | 畢業                                                                                                   | -               |
| 川越紗彩      |      | 2000年10月14日 | 茨城縣            | 2期       | 2期           | 2024年2月29日  | -              | [ 107 ] [ 108 ]                                                                                        | -               |
| 曾我部優芽    |      | 2002年3月16日  | 長野縣            | 2期       | 2期           | 2024年2月29日  | -              | [ 109 ] [ 110 ]                                                                                        | -               |
| 本間日陽      |      | 1999年11月10日 | 新潟縣 村上市     | 1期       | 1期           | 2024年4月13日  | -              | 前Team G隊長 畢業                                                                                      | 13              |
| 真下華穗      |      | 1999年11月8日  | 靜岡縣            | 2期       | 2期           | 2024年6月30日  | -              | 畢業                                                                                                   | -               |
| 奈良未遥      |      | 1998年3月20日  | 青森縣 弘前市     | 1期       | 1期           | 2024年11月30日 | -              | 前Team G（本間） 畢業                                                                                  | 21              |
| 小越春花      |      | 2004年6月26日  | 新潟縣 新潟市     | 2期       | 2期           | 2024年12月31日 | -              | 畢業                                                                                                   |                 |

#### 研究生
| 姓名            | 讀音 | 出生日期       | 出身地        | 加入期別 | 畢業／請辭日期 | 现所屬經紀公司        | 備註                                                     | 總選舉 最高排名 |
| --------------- | ---- | -------------- | ------------- | -------- | -------------- | --------------------- | -------------------------------------------------------- | --------------- |
| 水澤彩佳        |      | 1994年11月5日  | 新潟縣 新潟市 | 1期      | 2017年3月31日  | -                     | 1期生最年長 擁有保姆及幼兒園教師資格證書 3月25日畢業公演 | -               |
| 大瀧友梨亞      |      | 1995年4月21日  | 新潟縣 新潟市 | 1期      | 2017年10月31日 | NEW BRiGHT PRODUCTION | 10月22日最終握手會 10月29日畢業公演                      | -               |
| 羽切瑠菜        |      | 1999年11月29日 | 群馬縣        | 2期      | 2019年3月10日  | -                     | 2018年12月26日起因違規暫停活動 請辭                      | -               |
| 山崎美里衣      |      | 2000年11月21日 | 北海道        | 2期      | 2019年6月12日  | -                     | 請辭                                                     | -               |
| 高澤朋花        |      | 2003年6月1日   | 新潟縣 新潟市 | 2期      | 2019年6月30日  | -                     | 請辭                                                     | -               |
| 渡邉步咲        |      | 2001年3月9日   | 山形縣        | 2期      | 2019年6月30日  | -                     | 請辭                                                     | -               |
| 高橋七實        |      | 2001年7月7日   | 宮城縣        | 選秀 3期 | 2020年3月31日  | -                     | 第三屆選秀會議Team NIII第三輪指名 請辭                   | -               |
| 中島光里        |      | 2004年9月8日   | 長野縣        | 3期      | 2022年7月1日   | -                     | 請辭                                                     | -               |
| 柴野夕葵        |      | 2003年12月4日  | 新潟縣        | 3期      | 2023年4月16日  | -                     | 請辭                                                     | -               |
| 長谷朱桃        |      | 2006年2月23日  | 東京都        | 3期      | 2024年1月31日  | -                     | 畢業                                                     | -               |
| 新井理梨乃 （新井りりの） |      | 2004年7月15日  | 群馬縣        | 3期      | 2024年2月29日  | -                     | 畢業                                                     | -               |
| 南川遙香 （南川遥香）   |      | 2004年12月4日  | 千葉縣        | 3期      | 2024年7月31日  | -                     | 畢業                                                     | -               |
| 大竹琴真        |      | 2008年8月10日  | 新潟縣        | 4期      | 2024年12月15日 | -                     | 請辭                                                     | -               |
| 松坂紗帆        |      | 2006年8月7日   | 東京都        | 4期      | 2025年4月30日  | -                     | 畢業                                                     | -               |

## 成員變化

### 成員增減
截止2023年底，NGT48共举办4次成员征选，同时参与两次AKB48家族的选秀会议，除自AKB48兼任及移籍的成员外，全体成员皆由上述征选及会议加入团体。
- 下表自2018年2月25日至2019年4月21日的括弧内为队内选秀3期生的人数。
- 自2019年5月1日起的括弧内为各期生中研究生的人数。

| 日期           | 事項                                                         | 增減 | 合計 | 合計 | 所屬队伍/期别 | 所屬队伍/期别 | 所屬队伍/期别 | 所屬队伍/期别 | 所屬队伍/期别 | 所屬队伍/期别 | 加入期別 人數變動         |                   |
| 日期           | 事項                                                         | 增減 | 全   | 正   | NIII          | G             | -             | -             | -             | 研            | 加入期別 人數變動         |                   |
| 2015年         | 事項                                                         | 增減 | 全   | 正   | NIII          | G             | -             | -             | -             | 研            | 加入期別 人數變動         |                   |
| -------------- | ------------------------------------------------------------ | ---- | ---- | ---- | ------------- | ------------- | ------------- | ------------- | ------------- | ------------- | ------------------------- | ----------------- |
| 3月26日        | AKB48 Team K北原里英移籍及 AKB48 Team B柏木由紀兼任發表      | +2   | 2    | 2    |               |               |               |               |               |               |                           |                   |
| 5月24日        | 選秀會議第2期研究生加入發表                                  | +2   | 4    | 2    |               |               |               |               |               |               | 選秀2期生2人              |                   |
| 8月21日        | 公布1期生成員                                                | +22  | 26   | 2    |               |               |               |               |               |               | 1期生22人                 |                   |
| 8月27日        | 北原里英完全移籍至NGT48                                      |      | 26   | 2    |               |               |               |               |               |               |                           |                   |
| 2016年         | 事項                                                         | 增減 | 全   | 正   | NIII          | G             | -             | -             | -             | 研            | 加入期別 人數變動         |                   |
| 1月10日        | NGT48劇場啟用、Team NIII正式成立                             |      | 26   | 16   | 16            |               |               |               |               | 10            |                           |                   |
| 2017年         | 事項                                                         | 増減 | 全   | 正   | NIII          | G             | -             | -             | -             | 研            | 加入期別 人數變動         |                   |
| 3月31日        | 研究生水澤彩佳畢業                                           | -1   | 25   | 16   | 16            |               |               |               |               | 9             | 1期生22人→21人            |                   |
| 10月31日       | 研究生大瀧友梨亞畢業                                         | -1   | 24   | 16   | 16            |               |               |               |               | 8             | 1期生21人→20人            |                   |
| 2018年         | 事項                                                         | 增減 | 全   | 正   | NIII          | G             | -             | -             | -             | 研            | 加入期別 人數變動         |                   |
| 2月25日        | 選秀會議第3期研究生加入發表                                  | +5   | 29   | 16   | 16 (5)        |               |               |               |               | 13            | 選秀3期生5人              |                   |
| 4月13日        | 1期研究生全員宣布升格                                        |      | 29   | 16   | 16 (5)        |               |               |               |               | 5             |                           |                   |
| 4月30日        | Team NIII北原里英畢業                                        | -1   | 28   | 15   | 15 (5)        |               |               |               |               | 5             |                           |                   |
| 6月12日        | 2公布2期生成員                                               | +16  | 44   | 15   | 15 (5)        |               |               |               |               | 21            | 2期生16人                 |                   |
| 6月30日-7月1日 | 實施新團隊編制 Team G正式成立                                |      | 44   | 23   | 12 (5)        | 11            |               |               |               | 21            |                           |                   |
| 8月7日         | Team NIII宮島亞彌畢業                                        | -1   | 43   | 22   | 11 (5)        | 11            |               |               |               | 21            | 1期生20人→19人            |                   |
| 10月6日        | Team NIII髙橋真生畢業                                        | -1   | 42   | 21   | 10 (5)        | 11            |               |               |               | 21            | 1期生19人→18人            |                   |
| 2019年         | 事項                                                         | 增減 | 全   | 正   | NIII          | G             | -             | -             | -             | 研            | 加入期別 人數變動         |                   |
| 3月10日        | 研究生羽切瑠菜請辭                                           | -1   | 41   | 21   | 10 (5)        | 11            |               |               |               | 20            | 2期生16人→15人            |                   |
| 4月21日        | Team NIII柏木由紀結束兼任                                    | -1   | 40   | 20   | 9 (5)         | 11            |               |               |               | 20            |                           |                   |
|                | 事項                                                         | 増減 | 全   | 正   | 1期           | 选秀3期       | 2期           | -             | -             | 研            | 加入期別 人數變動         |                   |
| 5月1日         | 取消分隊制度                                                 |      | 40   | 20   | 20            | (5)           | (15)          | -             | -             | 20            |                           |                   |
| 5月19日        | 1期生菅原里子、長谷川玲奈、山口真帆畢業                      | -3   | 37   | 17   | 17            | (5)           | (15)          | -             | -             | 20            | 1期生18人→15人            |                   |
| 5月21日        | 1期生加藤美南降格為研究生                                    |      | 37   | 16   | 16 (1)        | (5)           | (15)          | -             | -             | 21            |                           |                   |
| 6月12日        | 研究生山崎美里衣請辭                                         | -1   | 36   | 16   | 16 (1)        | (5)           | (14)          | -             | -             | 20            | 2期生15人→14人            |                   |
| 6月30日        | 研究生高澤朋花、渡邉步咲請辭                                 | -2   | 34   | 16   | 16 (1)        | (5)           | (12)          | -             | -             | 18            | 2期生14人→12人            |                   |
| 9月1日         | 1期生村雲颯香畢業                                            | -1   | 33   | 15   | 15 (1)        | (5)           | (12)          | -             | -             | 18            | 1期生15人→14人            |                   |
| 9月30日        | 1期生佐藤杏樹畢業                                            | -1   | 32   | 14   | 14 (1)        | (5)           | (12)          | -             | -             | 18            | 1期生14人→13人            |                   |
| 2020年         | 事項                                                         | 增減 | 全   | 正   | 1期           | 选秀3期       | 2期           | -             | -             | 研            | 加入期別 人數變動         |                   |
| 3月23日        | 1期生高倉萌香畢業                                            | -1   | 31   | 13   | 13 (1)        | (5)           | (12)          | -             | -             | 18            | 1期生13人→12人            |                   |
| 3月31日        | 研究生高橋七實請辭                                           | -1   | 30   | 13   | 13 (1)        | (4)           | (12)          | -             | -             | 17            | 选秀3期生5人→4人          |                   |
| 10月31日       | 1期生太野彩香畢業                                            | -1   | 29   | 12   | 12 (1)        | (4)           | (12)          | -             | -             | 17            | 1期生12人→11人            |                   |
| 12月25日       | 17名研究生升格為正式成員                                     |      | 29   | 29   | 13            | 4             | 12            | -             | -             | -             |                           |                   |
| 2021年         | 事項                                                         | 增減 | 全   | 正   | 1期           | 选秀3期       | 2期           | 研            | 研            | 研            | 加入期別 人數變動         |                   |
| 1月31日        | 1期生加藤美南畢業                                            | -1   | 28   | 28   | 12            | 4             | 12            | -             | -             | -             | 1期生11人→10人            |                   |
| 11月8日        | 1期生荻野由佳畢業                                            | -1   | 27   | 27   | 11            | 4             | 12            | -             | -             | -             | 选秀2期生2人→1人          |                   |
| 12月31日       | 2期生小見山沙空畢業                                          | -1   | 26   | 26   | 11            | 4             | 11            | -             | -             | -             | 2期生12人→11人            |                   |
| 2022年         | 事項                                                         | 增減 | 全   | 正   | 1期           | 选秀3期       | 2期           | 3期           | -             | 研            | 加入期別 人數變動         |                   |
| 2月28日        | 1期生山田野繪畢業                                            | -1   | 25   | 25   | 10            | 4             | 11            | -             | -             | -             | 1期生10人→9人             |                   |
| 3月31日        | 1期生角尤利婭畢業                                            | -1   | 24   | 24   | 9             | 4             | 11            | -             | -             | -             | 1期生9人→8人              |                   |
| 4月30日        | 1期生日下部愛菜畢業                                          | -1   | 23   | 23   | 8             | 4             | 11            | -             | -             | -             | 1期生8人→7人              |                   |
| 6月1日         | 公布3期生成員                                                | +12  | 35   | 23   | 7             | 4             | 11            | (12)          |               | 12            | 3期生12人                 |                   |
| 6月30日        | 1期生中村歩加畢業                                            | -1   | 34   | 22   | 7             | 4             | 11            | (12)          |               | 12            | 1期生7人→6人              |                   |
| 7月1日         | 研究生中島光里請辭                                           | -1   | 33   | 22   | 7             | 4             | 11            | (11)          |               | 11            | 3期生12人→11人            |                   |
| 8月16日        | 2期生富永夢有請辭                                            | -1   | 32   | 21   | 7             | 4             | 10            | (11)          |               | 11            | 2期生11人→10人            |                   |
| 8月31日        | 2期生寺田陽菜畢業                                            | -1   | 31   | 20   | 7             | 4             | 9             | (11)          |               | 11            | 2期生10人→9人             |                   |
| 9月27日        | 選秀3期3期生對馬優菜子畢業                                   | -1   | 30   | 19   | 7             | 3             | 9             | (11)          |               | 11            | 选秀3期生4人→3人          |                   |
| 9月30日        | 1期生西村菜那子畢業                                          | -1   | 29   | 18   | 6             | 3             | 9             | (11)          |               | 11            | 1期生6人→5人              |                   |
| 10月31日       | 2期生諸橋姫向畢業                                            | -1   | 28   | 17   | 6             | 3             | 8             | (11)          |               | 11            | 2期生9人→8人              |                   |
| 12月31日       | 1期生小熊倫實畢業                                            | -1   | 27   | 16   | 5             | 3             | 8             | (11)          |               | 11            | 1期生5人→4人              |                   |
| 2023年         | 事項                                                         | 增減 | 全   | 正   | 1期           | 选秀3期       | 2期           | 3期           | 4期           | 研            | 加入期別 人數變動         |                   |
| 2月28日        | 選秀3期生安藤千伽奈畢業                                      | -1   | 26   | 15   | 5             | 2             | 8             | (11)          |               | 11            | 選秀3期生3人→2人          |                   |
| 3月31日        | 2期生古舘葵畢業                                              | -1   | 25   | 14   | 5             | 2             | 7             | (11)          |               | 11            | 2期生8人→7人              |                   |
| 4月16日        | 研究生柴野夕葵畢業                                           | -1   | 24   | 14   | 5             | 2             | 7             | (10)          |               | 10            | 3期生11人→10人            |                   |
| 8月31日        | 1期生中井莉加畢業                                            | -1   | 23   | 13   | 4             | 2             | 7             | (10)          |               | 10            | 1期生4人→3人              |                   |
| 12月10日       | 研究生北村優羽、水津菜月、杉本萌升格為正式成員 公布4期生成員 | +13  | 36   | 16   | 4             | 2             | 7             | 3(7)          | (13)          | 20            | 4期生13人                 |                   |
| 2024年         | 事項                                                         | 增減 | 全   | 正   | 1期           | 选秀3期       | 2期           | 3期           | 4期           | 研            | 加入期別 人數變動         |                   |
| 1月27日        | 2期生古澤愛畢業                                              | -1   | 35   | 15   | 4             | 2             | 6             | 3(7)          | (13)          | 20            | 2期生7人→6人              |                   |
| 1月31日        | 3期研究生長谷朱桃畢業                                        | -1   | 34   | 15   | 4             | 2             | 6             | 3(6)          | (13)          | 19            | 3期生10人→9人             |                   |
| 2月29日        | 2期生川越紗彩、曾我部優芽、研究生新井理梨乃畢業              | -3   | 31   | 13   | 4             | 2             | 4             | 3(5)          | (13)          | 18            | 2期生6人→4人 3期生9人→8人 |                   |
| 4月13日        | 1期生本間日陽畢業                                            | -1   | 30   | 12   | 3             | 2             | 4             | 3(5)          | (13)          | 18            | 1期生3人→2人              |                   |
| 6月30日        | 2期生真下華穗畢業                                            | -1   | 29   | 11   | 3             | 2             | 3             | 3(5)          | (13)          | 18            | 2期生4人→3人              |                   |
| 7月31日        | 研究生南川遙香畢業                                           | -1   | 28   | 11   | 3             | 2             | 3             | 3(4)          | (13)          | 17            | 3期生8人→7人              |                   |
| 11月30日       | 1期生奈良未遙畢業                                            | -1   | 27   | 10   | 2             | 2             | 3             | 3(4)          | (13)          | 17            | 1期生2人→1人              |                   |
| 12月14日       | 研究生磯部瑠紅、喜多花惠、木本優菜、鈴木凛凛花升格為正式成員 |      | 27   | 14   | 2             | 2             | 3             | 7             | (13)          | 13            |                           |                   |
| 12月15日       | 研究生大竹真琴請辭                                           | -1   | 26   | 14   | 2             | 2             | 3             | 7             | (12)          | 12            | 4期生13人→12人            |                   |
| 12月31日       | 2期生小越春花畢業                                            | -1   | 25   | 13   | 2             | 2             | 2             | 7             | (12)          | 12            | 2期生3人→2人              |                   |
| 2025年         | 事項                                                         | 增減 | 全   | 正   | 1期           | 选秀3期       | 2期           | 3期           | 4期           | 5期           | 研                        | 加入期別 人數變動 |
| 1月25日        | 公佈5期生成員                                                | +11  | 36   | 13   | 2             | 2             | 2             | 7             | (12)          | 11            | 23                        |                   |
| 4月30日        | 4期生松坂紗帆畢業                                            | -1   | 35   | 13   | 2             | 2             | 2             | 7             | (11)          | 11            | 22                        | 4期生12人→11人    |

### 研究生升格至正式成員名單
| 升格年月日 | 姓名       | 加入時期 | 升格隊伍 | 備註 |
| 2018年     | 2018年     | 2018年   | 2018年 | 2018年 |
| ---------- | ---------- | -------- | --- | --- |
| 4月13日    | 清司麗菜   | 1期      | NIII | 1期生中最初的升格者。 於6月30日及7月1日編入所屬隊伍。 宮島亞彌於2018年8月7日畢業。 髙橋真生於2018年10月6日畢業。 角尤利婭2022年3月31日畢業 日下部愛菜於2022年4月30日畢業 中村步加於2022年6月30日畢業 西村菜那子於2022年9月30日畢業 奈良未遙於2024年11月30日畢業。 |
| 4月13日    | 髙橋真生   | 1期      | NIII | 1期生中最初的升格者。 於6月30日及7月1日編入所屬隊伍。 宮島亞彌於2018年8月7日畢業。 髙橋真生於2018年10月6日畢業。 角尤利婭2022年3月31日畢業 日下部愛菜於2022年4月30日畢業 中村步加於2022年6月30日畢業 西村菜那子於2022年9月30日畢業 奈良未遙於2024年11月30日畢業。 |
| 4月13日    | 西村菜那子 | 1期      | NIII | 1期生中最初的升格者。 於6月30日及7月1日編入所屬隊伍。 宮島亞彌於2018年8月7日畢業。 髙橋真生於2018年10月6日畢業。 角尤利婭2022年3月31日畢業 日下部愛菜於2022年4月30日畢業 中村步加於2022年6月30日畢業 西村菜那子於2022年9月30日畢業 奈良未遙於2024年11月30日畢業。 |
| 4月13日    | 宮島亞彌   | 1期      | NIII | 1期生中最初的升格者。 於6月30日及7月1日編入所屬隊伍。 宮島亞彌於2018年8月7日畢業。 髙橋真生於2018年10月6日畢業。 角尤利婭2022年3月31日畢業 日下部愛菜於2022年4月30日畢業 中村步加於2022年6月30日畢業 西村菜那子於2022年9月30日畢業 奈良未遙於2024年11月30日畢業。 |
| 4月13日    | 角尤利婭   | 1期      | G | 1期生中最初的升格者。 於6月30日及7月1日編入所屬隊伍。 宮島亞彌於2018年8月7日畢業。 髙橋真生於2018年10月6日畢業。 角尤利婭2022年3月31日畢業 日下部愛菜於2022年4月30日畢業 中村步加於2022年6月30日畢業 西村菜那子於2022年9月30日畢業 奈良未遙於2024年11月30日畢業。 |
| 4月13日    | 日下部愛菜 | 1期      | G | 1期生中最初的升格者。 於6月30日及7月1日編入所屬隊伍。 宮島亞彌於2018年8月7日畢業。 髙橋真生於2018年10月6日畢業。 角尤利婭2022年3月31日畢業 日下部愛菜於2022年4月30日畢業 中村步加於2022年6月30日畢業 西村菜那子於2022年9月30日畢業 奈良未遙於2024年11月30日畢業。 |
| 4月13日    | 中村步加   | 1期      | G | 1期生中最初的升格者。 於6月30日及7月1日編入所屬隊伍。 宮島亞彌於2018年8月7日畢業。 髙橋真生於2018年10月6日畢業。 角尤利婭2022年3月31日畢業 日下部愛菜於2022年4月30日畢業 中村步加於2022年6月30日畢業 西村菜那子於2022年9月30日畢業 奈良未遙於2024年11月30日畢業。 |
| 4月13日    | 奈良未遙   | 1期      | G | 1期生中最初的升格者。 於6月30日及7月1日編入所屬隊伍。 宮島亞彌於2018年8月7日畢業。 髙橋真生於2018年10月6日畢業。 角尤利婭2022年3月31日畢業 日下部愛菜於2022年4月30日畢業 中村步加於2022年6月30日畢業 西村菜那子於2022年9月30日畢業 奈良未遙於2024年11月30日畢業。 |
| 2020年     |            |          | | |
| 12月25日   | 加藤美南   | 1期      | | 自2019年5月21日降格以來，時隔1年7個月後再度成為正式成員。 於2021年1月31日畢業。 |
| 12月25日   | 安藤千伽奈 | 選秀3期  | 選秀3期生最初暨最後的升格者。 對馬優菜子於2022年9月27日畢業 安藤千伽奈於2023年2月28日畢業。 | |
| 12月25日   | 佐藤海里   | 選秀3期  | 選秀3期生最初暨最後的升格者。 對馬優菜子於2022年9月27日畢業 安藤千伽奈於2023年2月28日畢業。 | |
| 12月25日   | 對馬優菜子 | 選秀3期  | 選秀3期生最初暨最後的升格者。 對馬優菜子於2022年9月27日畢業 安藤千伽奈於2023年2月28日畢業。 | |
| 12月25日   | 藤崎未夢   | 選秀3期  | 選秀3期生最初暨最後的升格者。 對馬優菜子於2022年9月27日畢業 安藤千伽奈於2023年2月28日畢業。 | |
| 12月25日   | 大塚七海   | 2期      | 2期生最初暨最後的升格者。 小見山沙空於2021年12月31日畢業 富永夢有於2022年8月16日請辭 寺田陽菜於2022年8月31日畢業 諸橋姬向於2022年10月31日畢業 古館葵於2023年3月31日 古澤愛於2024年1月27日畢業 川越紗彩、曾我部優芽於2024年2月29日畢業 真下華穗於2024年6月30日畢業 小越春花於2024年12月31日畢業。 | |
| 12月25日   | 小越春花   | 2期      | 2期生最初暨最後的升格者。 小見山沙空於2021年12月31日畢業 富永夢有於2022年8月16日請辭 寺田陽菜於2022年8月31日畢業 諸橋姬向於2022年10月31日畢業 古館葵於2023年3月31日 古澤愛於2024年1月27日畢業 川越紗彩、曾我部優芽於2024年2月29日畢業 真下華穗於2024年6月30日畢業 小越春花於2024年12月31日畢業。 | |
| 12月25日   | 川越紗彩   | 2期      | 2期生最初暨最後的升格者。 小見山沙空於2021年12月31日畢業 富永夢有於2022年8月16日請辭 寺田陽菜於2022年8月31日畢業 諸橋姬向於2022年10月31日畢業 古館葵於2023年3月31日 古澤愛於2024年1月27日畢業 川越紗彩、曾我部優芽於2024年2月29日畢業 真下華穗於2024年6月30日畢業 小越春花於2024年12月31日畢業。 | |
| 12月25日   | 小見山沙空 | 2期      | 2期生最初暨最後的升格者。 小見山沙空於2021年12月31日畢業 富永夢有於2022年8月16日請辭 寺田陽菜於2022年8月31日畢業 諸橋姬向於2022年10月31日畢業 古館葵於2023年3月31日 古澤愛於2024年1月27日畢業 川越紗彩、曾我部優芽於2024年2月29日畢業 真下華穗於2024年6月30日畢業 小越春花於2024年12月31日畢業。 | |
| 12月25日   | 曾我部優芽 | 2期      | 2期生最初暨最後的升格者。 小見山沙空於2021年12月31日畢業 富永夢有於2022年8月16日請辭 寺田陽菜於2022年8月31日畢業 諸橋姬向於2022年10月31日畢業 古館葵於2023年3月31日 古澤愛於2024年1月27日畢業 川越紗彩、曾我部優芽於2024年2月29日畢業 真下華穗於2024年6月30日畢業 小越春花於2024年12月31日畢業。 | |
| 12月25日   | 寺田陽菜   | 2期      | 2期生最初暨最後的升格者。 小見山沙空於2021年12月31日畢業 富永夢有於2022年8月16日請辭 寺田陽菜於2022年8月31日畢業 諸橋姬向於2022年10月31日畢業 古館葵於2023年3月31日 古澤愛於2024年1月27日畢業 川越紗彩、曾我部優芽於2024年2月29日畢業 真下華穗於2024年6月30日畢業 小越春花於2024年12月31日畢業。 | |
| 12月25日   | 富永夢有   | 2期      | 2期生最初暨最後的升格者。 小見山沙空於2021年12月31日畢業 富永夢有於2022年8月16日請辭 寺田陽菜於2022年8月31日畢業 諸橋姬向於2022年10月31日畢業 古館葵於2023年3月31日 古澤愛於2024年1月27日畢業 川越紗彩、曾我部優芽於2024年2月29日畢業 真下華穗於2024年6月30日畢業 小越春花於2024年12月31日畢業。 | |
| 12月25日   | 古澤愛     | 2期      | 2期生最初暨最後的升格者。 小見山沙空於2021年12月31日畢業 富永夢有於2022年8月16日請辭 寺田陽菜於2022年8月31日畢業 諸橋姬向於2022年10月31日畢業 古館葵於2023年3月31日 古澤愛於2024年1月27日畢業 川越紗彩、曾我部優芽於2024年2月29日畢業 真下華穗於2024年6月30日畢業 小越春花於2024年12月31日畢業。 | |
| 12月25日   | 古館葵     | 2期      | 2期生最初暨最後的升格者。 小見山沙空於2021年12月31日畢業 富永夢有於2022年8月16日請辭 寺田陽菜於2022年8月31日畢業 諸橋姬向於2022年10月31日畢業 古館葵於2023年3月31日 古澤愛於2024年1月27日畢業 川越紗彩、曾我部優芽於2024年2月29日畢業 真下華穗於2024年6月30日畢業 小越春花於2024年12月31日畢業。 | |
| 12月25日   | 真下華穗   | 2期      | 2期生最初暨最後的升格者。 小見山沙空於2021年12月31日畢業 富永夢有於2022年8月16日請辭 寺田陽菜於2022年8月31日畢業 諸橋姬向於2022年10月31日畢業 古館葵於2023年3月31日 古澤愛於2024年1月27日畢業 川越紗彩、曾我部優芽於2024年2月29日畢業 真下華穗於2024年6月30日畢業 小越春花於2024年12月31日畢業。 | |
| 12月25日   | 三村妃乃   | 2期      | 2期生最初暨最後的升格者。 小見山沙空於2021年12月31日畢業 富永夢有於2022年8月16日請辭 寺田陽菜於2022年8月31日畢業 諸橋姬向於2022年10月31日畢業 古館葵於2023年3月31日 古澤愛於2024年1月27日畢業 川越紗彩、曾我部優芽於2024年2月29日畢業 真下華穗於2024年6月30日畢業 小越春花於2024年12月31日畢業。 | |
| 12月25日   | 諸橋姫向   | 2期      | 2期生最初暨最後的升格者。 小見山沙空於2021年12月31日畢業 富永夢有於2022年8月16日請辭 寺田陽菜於2022年8月31日畢業 諸橋姬向於2022年10月31日畢業 古館葵於2023年3月31日 古澤愛於2024年1月27日畢業 川越紗彩、曾我部優芽於2024年2月29日畢業 真下華穗於2024年6月30日畢業 小越春花於2024年12月31日畢業。 | |

### 队伍重组

#### 第一次組閣
- 公布：2018年4月13日「NGT48單獨演唱會～朱鷺來了！從新潟邁向全國！～」
- 施行：2018年6月30日－7月1日

|             |           | 所屬新分隊                                                                                  | 所屬新分隊                                                       | 所屬新分隊 |
| 新Team NIII | Team G    | （畢業）                                                                                    |                                                                  |            |
| ----------- | --------- | ------------------------------------------------------------------------------------------- | ---------------------------------------------------------------- | ---------- |
| 原屬分隊    | Team NIII | 荻野由佳（副隊長） 柏木由紀 加藤美南（隊長） 佐藤杏樹 高倉萌香 太野彩香 西潟茉莉奈 山田野繪 | 小熊倫實 菅原里子 中井莉加 長谷川玲奈 本間日陽 村雲颯香 山口真帆 | 北原里英   |
| 原屬分隊    | 研究生    | 清司麗菜 髙橋真生 西村菜那子 宮島亞彌                                                       | 角尤利婭 日下部愛菜 中村步加 奈良未遙                            |            |

## 成员徵選活動

### 一期生
招募事項
- 徵選資格：

1. 經驗不拘。
2. 2015年5月18日當日足歲滿11～23歲且無任何經紀約的女性（未滿15歲者須經監護人同意）。
3. 合格者將依規定與AKS簽訂經紀約，定期前往NGT48劇場參與培訓及排練。

- 徵選期間：2015年4月10日至5月18日接受報名（5850人报名）[11]
- 徵選過程：

一次審査－書面審查（2015年4月10日－5月18日）：應募總數5850名→合格者181名
二次審査－面試（2015年7月11日）：參加者181名
三次最終審査－才藝（舞蹈、歌唱）（2015年7月25日）：參加者74名→合格者22名
三次最終審査參加者除二次審査通過者參加之外、過去在AKB48家族選秀会议中最終審査落選者及前打工AKB成員、均有参加最終審査資格。
最終合格者（粗體字者為在籍成員）
大瀧友梨亞、小熊伦实、加藤美南、角尤利娅、日下部愛菜、佐藤杏樹、菅原里子、清司麗菜、高倉萌香、高橋真生、太野彩香、中井莉加、中村步加、奈良未遥、西村菜那子、長谷川玲奈、本間日陽、水澤彩佳、宮島亞彌、村雲颯香、山口真帆、山田野繪
主要不合格者
土路生優里（現STU48）、藤崎未夢（後成為選秀3期生）

### 二期生
徵選與新潟市的I Turn企劃「移居新潟市宣導活動」合作，由新潟市政府提供支援。此次徵選為地方城市與AKB48家族共同合作的首例。
招募事項
- 报名資格：

1. 經驗不拘。
2. 2018年2月28日當日足歲滿12～22歲且無任何經紀約的女性。
3. 合格者將依規定與AKS簽訂經紀約，定期前往NGT48劇場參與培訓及排練。

- 报名期間：2018年2月1日至2月28日
- 徵選過程：

一次審査－書面審查：報名人數4100名
二次審査－面試（2018年4月28日）：參加者131名
SHOWROOM直播（2018年4月16日17時00分－4月25日19時59分）
三次最終審査－舞蹈、歌唱（2018年4月28日）：參加者53名→合格者19名（加入者16名）
最終合格者（粗體字者為在籍成員）
大塚七海、小越春花、川越紗彩、小見山沙空、曾我部優芽、高澤朋花、寺田陽菜、富永夢有、羽切瑠菜、古澤愛、古館葵、真下華穗、三村妃乃、諸橋姫向、山崎美里衣、渡邉步咲

### 三期生
招募事項
- 報名資格：

1. 經驗不拘。
2. 2022年4月2日當日足歲滿12～20歲且無任何經紀約的女性。
3. 合格者將依規定與NGT48簽訂經紀約，定期前往NGT48劇場參與培訓及排練。

- 報名期間：2022年1月11日至2月28日[129]
- 徵選過程：

一次審査－書面審查（時間同上）：
二次審査－採線上方式進行（2022年3月11日－20日）：
三次審査－面試（2022年3月26日－27日）：
SHOWROOM直播（2022年4月5日－8日）
最終審査－舞蹈、歌唱（2022年4月9日－10日）：
最終合格者（粗體字者為在籍成員）
新井理梨乃、磯部瑠紅、喜多花惠、北村優羽、木本優菜、柴野夕葵、水津菜月、杉本萌、鈴木凜凜花、中島光里、長谷朱桃、南川遙香

### 四期生
招募事項
- 報名資格：

1. 經驗不拘。
2. 2023年4月1日當日足歲滿12～21歲且無任何經紀約的女性。
3. 合格者將依規定與NGT48簽訂經紀約，定期前往NGT48劇場參與培訓及排練。

- 報名期間：2023年6月5日至6月30日
- 徵選過程：

一次審査－書面審查
二次審査－採線上方式進行（2023年7月15日－16日）
三次審査－面試（2023年8月12日－13日）
最終審査－（2022年8月26日－27日）
最終合格者（粗體字者為在籍成員）
淺生珠菜、磯崎菜菜、大竹琴真、奥村百花、木本杏菜、佐藤廣花、新澤葵唯、関野山凪、高島柚愛、西川晴菜、原愛實、松坂紗帆、吉原愛里衣

### AKB48家族選秀會議

#### 第二屆
原先NGT48不參加選秀會議，但在第1期生徵選期間臨時決定參加。選秀會議於2015年5月10日舉行。47位候選者之中有24位由各姐妹團指名，其中的2位由NGT48指名。2位入選者於2015年5月24日加入NGT48。
受指名的候選者（數字為指名順位）
NGT48：西潟茉莉奈（1）、荻野由佳（2）

#### 第三屆
選秀會議於2018年1月21日舉行，68位候選者之中有55位由各姐妹團指名，其中的5位由Team NIII指名。
受指名的候選者（數字為指名順位）
Team NIII：對馬優菜子（1）、佐藤海里（2）、高橋七實（3）、安藤千伽奈（4）、藤崎未夢（5）
當時未被指名，現已加入NGT48的候選者
曾我部優芽（2期生）、真下華穗（2期生）、三村妃乃（2期生）

## 暴行被害骚动
2019年1月9日，NHK基于对新潟县警方的取材，报道了「2018年12月8日，成员山口真帆在住宅玄关前，受到了被2名男性抓住脸等的暴行」一事。此外，2名男性因暴力嫌疑遭到警方逮捕，此后，被做出不起诉决定后释放。山口在上述报道发表前的1月8日，在直播平台「SHOWROOM」中哭诉了被害一事。主张称有其他NGT48成员向犯人，泄露了自己的住宅地址等等个人信息，以及NGT48运营方在事件发生后1个月都没有做出任何处理，也没有对相关联的成员做出任何处分。在这之后也在個人Twitter留下了「不去恋爱认真做偶像是不对的吗？不去和粉丝私联是不对的吗？」「背叛了大多数粉丝去私联的人是对的吗？我不知道为什么这可以原谅。」等等推文。新潟在地报纸《新潟日報》在1月10日的晨刊中，报道了NGT48的运营公司AKS回答道「因为负责人不在无法答复」。
关于2名犯人虽在事件发生时被逮捕，但很快不起诉释放一事，娱乐记者石川敏男表明了见解「一般来说旗下艺人受到伤害追究对方责任是理所应当的吧。但是，决定不起诉，（案件）有可能是因事务所方的意思被撤回了」。

### 事件爆發後
1月10日，山口出演了在NGT48剧场举办的『「NGT48劇場三周年特別紀念」公演 ～有志者事竟成！我们來自這裡！～』，在舞台上谢罪道「惊动了大家非常对不起」。对此，已畢業的前NGT48總隊長北原里英在Twitter质疑了谢罪的必要性。公演结束后，AKS在NGT48官方网站上发表了对事件的评论。承认了团体中的成员将山口的回家时间告诉了犯人。
1月10日，NGT48所属的AKB48集團的制作人秋元康，因出席一商务相关颁奖仪式，在公共场合现身，并未提及本事件。
1月11日，当日预定的研究生公演「PARTY开始了 〜感受研究生的气息吧〜」，和14日预定的Team G「逆流而上」公演昼夜2公演，共3场公演突然决定中止。关于中止的理由，AKS对《新潟日报》的取材回答道「因为负责人不在无法答复」。另外，AKS在1月11日《新潟日报》的取材中回答道「我们现在并没有预定发表新的调查结果。也没有考虑让剧场支配人对粉丝进行说明或者举行会见之类的。」。1月12日，「新潟开港150周年×NGT48剧场3周年纪念活动 〜今天真棒!尽情玩耍祭典〜」按预定举办。NGT48成员中，按计划是除柏木由紀以外全员参加，但山口和10日纪念公演中因身体原因途中退席的太野彩香、菅原里子三人，因身体原因休演。另外，活动中也没有看到NGT48剧场经理今村悅朗的身影，不仅仅是粉丝们，社会上也传来要求说明事件全貌的声音。
山口在已经删除的推文中，表明了团体中有某个成员泄露了自己家的住址，另外还有某个成员怂恿犯人来自己家，但关于这一点运营方没有作出回应。另外，犯人能够侵入带有自动锁的公寓的理由也没有明确，山口本人主张「男人是从曾住着其他成员的对面的房子里出来的」。
美国的《時代雜誌》及CNN，香港的《东方日报》，英国的《每日郵報》等海外媒体，也报道了本次事件中令人费解的情况。
网络上，网民自发发起了要求NGT48运营责任人今村支配人辞职以及运营工作人员在官方场合谢罪的署名运动，13日下午11点时获得了超过5万4000人的赞同。
因部分报道中将加害者所属的粉丝团体称为「Z会」，1月14日，从事通信教育事业的Z會发表声明文「（与我们）没有任何关系」。15日，新潟市的食品公司一正蒲鉾接受来自消费者的意见，发表声明暂停播出起用了NGT48的电视广告，在这之后停止了赞助。新潟商工會議所将起用了NGT48的「新潟港开港150周年纪念特别影片」视频设置成了不公开，日本罗森便利店也在「NGT48×罗森 做好吃面包队宣传」网页中，将NGT48成员出演的视频设置成了不公开。《新潟日报》在同月16日的专栏「坐标轴」抨擊NGT48的營運單位，「这就是AKB48集团做事的方法吗」，发表了对团体运营态度的批判。

### 營運單位的處置
1月14日，AKS以社长吉成夏子等人的名义更新了官方博客，发表了剧场经理今村退任和早川麻依子就任、副经理冈田刚就任的人事变动。同日，AKS进行记者会见，「鉴于警察的搜查状况」为对处的延迟谢罪。表明将设置第三方委员会进行调查。对作为事件曝光原因的山口Twitter上的告发中，指出有和粉丝私联的成员参与一事，表示「对风纪问题我们是非常在意的」，言及了存在风纪混乱的情况。
3月21日，第三方委员会的调查报告书公开，表明了「不存在成员与事件本身相关的事实」的判断。根据调查报告书，团体中的成员A承认告知了犯人山口坐在从剧场回家的巴士。另外，山口与被害后求助的另一个成员一同，与犯人进行了对峙质问，并且存有录音数据。关于山口主张的泄露了自己房间号的成员B，犯人中的一人发言道「很久之前就从B还是谁那里听来了」「握手会什么的」「那已经1年前了」「最开始是怎么知道的来着」等等，暗示了B可能了解某些事情。甚至当山口问出「把有关联的成员全部说出来」时，犯人说出的多名成员的名字，和承认相关联的发言，都存在录音数据中。但是，第三方委员会向犯人请求配合调查并未获得回复，向成员B的情况听取中本人否定了关联。包括其他的成员，都称「无法确认到与嫌疑人之前存在什么共谋的证据，因此，不认为存在成员与本次事件相关」。
3月22日，运营公司AKS以上述调查结果举办了记者会见。在进行网络实时直播的会见中，山口本人在Twitter上发出「满口谎言」等等推文进行反驳，会见中记者依据这些推文提出的质问此起彼伏。

### 後續
4月21日举办的Team G「逆流而上」公演的千秋乐公演中，在长谷川玲奈、菅原里子两人发表从NGT48毕业后，紧接着山口也发表了毕业。
5月5日，山口参加了AKB48集团在Pacifico橫濱举办的握手会。虽是1月的暴行被害事件曝光后首次与粉丝进行直接交流，但在严格的警备态势下，成为了对山口仅可对话而「没有握手」这样前所未闻的握手会。
5月31日，NHK新潟放送局對此事件播出了新聞特輯節目《過於親近的偶像～立於岐路上的NGT48～》（近すぎたアイドル　～岐路に立つNGT48～）。

## 发表作品

### 单曲
| 序号                            | 发售日               | 名称                                 | Oricon           | Oricon           | Oricon           | Oricon           | Billboard JAPAN 銷量 | 唱片編號                                        | 發售型態         | 备注             |
| 序号                            | 发售日               | 名称                                 | 最高 周榜 排名   | 上榜次數         | 首週銷量         | 累積銷量         | Billboard JAPAN 銷量 | 唱片編號                                        | 發售型態         | 备注             |
| Ariola Japan發行                | Ariola Japan發行     | Ariola Japan發行                     | Ariola Japan發行 | Ariola Japan發行 | Ariola Japan發行 | Ariola Japan發行 | Ariola Japan發行     | Ariola Japan發行                                | Ariola Japan發行 | Ariola Japan發行 |
| ------------------------------- | -------------------- | ------------------------------------ | ---------------- | ---------------- | ---------------- | ---------------- | -------------------- | ----------------------------------------------- | ---------------- | ---------------- |
| 1                               | 2017年4月11日        | 《青春時鐘》                         | 不適用           | 不適用           | 不適用           | 不適用           | 不適用               | 不適用                                          | 特別版           | 數位下載         |
| 1                               | 2017年4月12日        | 《青春時鐘》                         | 1                | 21               | 160,271張        | 208,247張        | 277,180張            | BVCL-796/7                                      | Type A           | CD+DVD           |
| 1                               | 2017年4月12日        | 《青春時鐘》                         | 1                | 21               | 160,271張        | 208,247張        | 277,180張            | BVCL-798/9                                      | Type-B           | CD+DVD           |
| 1                               | 2017年4月12日        | 《青春時鐘》                         | 1                | 21               | 160,271張        | 208,247張        | 277,180張            | BVCL-800/1                                      | Type-C           | CD+DVD           |
| 1                               | 2017年4月12日        | 《青春時鐘》                         | 1                | 21               | 160,271張        | 208,247張        | 277,180張            | BVCL-802                                        | NGT48 CD盤       | CD               |
| 1                               | 2017年5月5日（台灣） | 《青春時鐘》                         | 不適用           | 不適用           | 不適用           | 不適用           | 不適用               | 88985444132 88985444142 88985444152 88985444162 | 台壓盤           | CD+DVD CD        |
| 2                               | 2017年12月5日        | 《藍天會延續到這世界上的哪裡去呢？》 | 不適用           | 不適用           | 不適用           | 不適用           | 不適用               | 不適用                                          | 特別版           | 數位下載         |
| 2                               | 2017年12月6日        | 《藍天會延續到這世界上的哪裡去呢？》 | 2                | 21               | 148,442張        | 201,800張        | 266,946張            | BVCL-847/8                                      | Type A           | CD+DVD           |
| 2                               | 2017年12月6日        | 《藍天會延續到這世界上的哪裡去呢？》 | 2                | 21               | 148,442張        | 201,800張        | 266,946張            | BVCL-849/50                                     | Type-B           | CD+DVD           |
| 2                               | 2017年12月6日        | 《藍天會延續到這世界上的哪裡去呢？》 | 2                | 21               | 148,442張        | 201,800張        | 266,946張            | BVCL-851/2                                      | Type-C           | CD+DVD           |
| 2                               | 2017年12月6日        | 《藍天會延續到這世界上的哪裡去呢？》 | 2                | 21               | 148,442張        | 201,800張        | 266,946張            | BVCL-853                                        | NGT48 CD盤       | CD               |
| 3                               | 2018年4月10日        | 《春天哪裡來？》                     | 不適用           | 不適用           | 不適用           | 不適用           | 不適用               | 不適用                                          | 特別版           | 數位下載         |
| 3                               | 2018年4月11日        | 《春天哪裡來？》                     | 1                | 18               | 109,012張        | 165,917張        | 189,405張            | BVCL-875/6                                      | Type A           | CD+DVD           |
| 3                               | 2018年4月11日        | 《春天哪裡來？》                     | 1                | 18               | 109,012張        | 165,917張        | 189,405張            | BVCL-877/8                                      | Type-B           | CD+DVD           |
| 3                               | 2018年4月11日        | 《春天哪裡來？》                     | 1                | 18               | 109,012張        | 165,917張        | 189,405張            | BVCL-879/80                                     | Type-C           | CD+DVD           |
| 3                               | 2018年4月11日        | 《春天哪裡來？》                     | 1                | 18               | 109,012張        | 165,917張        | 189,405張            | BVCL-881                                        | NGT48 CD盤       | CD               |
| 4                               | 2018年10月2日        | 《獻給世人》                         | 不適用           | 不適用           | 不適用           | 不適用           | 不適用               | 不適用                                          | 特別版           | 數位下載         |
| 4                               | 2018年10月3日        | 《獻給世人》                         | 2                | 12               | 143,303張        | 175,607張        | 207,269張            | BVCL-907/8                                      | Type-A           | CD+DVD           |
| 4                               | 2018年10月3日        | 《獻給世人》                         | 2                | 12               | 143,303張        | 175,607張        | 207,269張            | BVCL-909/10                                     | Type-B           | CD+DVD           |
| 4                               | 2018年10月3日        | 《獻給世人》                         | 2                | 12               | 143,303張        | 175,607張        | 207,269張            | BVCL-911/2                                      | Type-C           | CD+DVD           |
| 4                               | 2018年10月3日        | 《獻給世人》                         | 2                | 12               | 143,303張        | 175,607張        | 207,269張            | BVCL-913                                        | NGT48 CD盤       | CD               |
| 4                               | 2018年10月19日       | 《獻給世人》                         | 不適用           | 不適用           | 不適用           | 不適用           | 不適用               | 不適用                                          | 海外數位發行版   | 數位下載         |
| EMI RECORDS（日本環球音樂）發行 |                      |                                      |                  |                  |                  |                  |                      |                                                 |                  |                  |
| 5                               | 2020年7月22日        | 《粉紅雪酪》                         | 2                | 11               | 80,011張         | 132,985張        | 165,736張            | UPCH-80542                                      | Type-A           | CD+DVD           |
| 5                               | 2020年7月22日        | 《粉紅雪酪》                         | 2                | 11               | 80,011張         | 132,985張        | 165,736張            | UPCH-80546                                      | Type-B           | CD+DVD           |
| 5                               | 2020年7月22日        | 《粉紅雪酪》                         | 2                | 11               | 80,011張         | 132,985張        | 165,736張            | PRON-5086                                       | 劇場盤           | CD               |
| 6                               | 2021年6月23日        | 《Awesome》                          | 3                | 1                | 76,530張         | 張               | 197,836張            | UPCH-80560                                      | Type-A           | CD+DVD           |
| 6                               | 2021年6月23日        | 《Awesome》                          | 3                | 1                | 76,530張         | 張               | 197,836張            | UPCH-80561                                      | Type-B           | CD+DVD           |
| 6                               | 2021年6月23日        | 《Awesome》                          | 3                | 1                | 76,530張         | 張               | 197,836張            | PRON-5090                                       | 新潟盤           | CD               |
| 6                               | 2021年6月23日        | 《Awesome》                          | 3                | 1                | 76,530張         | 張               | 197,836張            | PRON-5091                                       | 劇場盤           | CD               |
| 7                               | 2021年12月22日       | 《我喜歡你笨笨的樣子》               | 2                | -                | 張               | 張               | 171,087張            | UPCH-80568                                      | Type-A           | CD+DVD           |
| 7                               | 2021年12月22日       | 《我喜歡你笨笨的樣子》               | 2                | -                | 張               | 張               | 171,087張            | UPCH-80569                                      | Type-B           | CD+DVD           |
| 7                               | 2021年12月22日       | 《我喜歡你笨笨的樣子》               | 2                | -                | 張               | 張               | 171,087張            | PRON-5096                                       | 新潟盤           | CD               |
| 7                               | 2021年12月22日       | 《我喜歡你笨笨的樣子》               | 2                | -                | 張               | 張               | 171,087張            | PRON-5097                                       | 劇場盤           | CD               |
| 8                               | 2022年12月28日       | 《候鳥看不見天空》                   | 1                | -                | 張               | 張               | 172,146張            | UPCH-80583                                      | Type-A           | CD               |
| 8                               | 2022年12月28日       | 《候鳥看不見天空》                   | 1                | -                | 張               | 張               | 172,146張            | UPCH-80584                                      | Type-B           | CD               |
| 8                               | 2022年12月28日       | 《候鳥看不見天空》                   | 1                | -                | 張               | 張               | 172,146張            | PRON-5100                                       | 劇場盤           | CD               |
| 8                               | 2022年12月28日       | 《候鳥看不見天空》                   | 1                | -                | 張               | 張               | 172,146張            | PRON-5101                                       | 限定盤           | CD               |
| 9                               | 2023年8月2日         | 《那個、不重要》                     | 2                | -                | 張               | 張               | 138,884張            | UPCH-80598                                      | Type-A           | CD               |
| 9                               | 2023年8月2日         | 《那個、不重要》                     | 2                | -                | 張               | 張               | 138,884張            | UPCH-80599                                      | Type-B           | CD               |
| 9                               | 2023年8月2日         | 《那個、不重要》                     | 2                | -                | 張               | 張               | 138,884張            | PRON-5107                                       | 劇場盤           | CD               |
| 9                               | 2023年8月2日         | 《那個、不重要》                     | 2                | -                | 張               | 張               | 138,884張            | PRON-5108                                       | 限定盤           | CD               |
| 10                              | 2024年8月28日        | 《瞬間的煙火》                       | 5                | -                | 張               | 張               | 132,467張            | UPCH-80614                                      | Type-A           | CD               |
| 10                              | 2024年8月28日        | 《瞬間的煙火》                       | 5                | -                | 張               | 張               | 132,467張            | UPCH-80615                                      | Type-B           | CD               |
| 10                              | 2024年8月28日        | 《瞬間的煙火》                       | 5                | -                | 張               | 張               | 132,467張            | PRON-5113                                       | 限定盤           | CD               |
| 11                              | 2025年6月4日         | 《希望列車》                         | -                | -                | 張               | 張               | 張                   | UPCH-80622                                      | Type-A           | CD               |
| 11                              | 2025年6月4日         | 《希望列車》                         | -                | -                | 張               | 張               | 張                   | UPCH-80623                                      | Type-B           | CD               |
| 11                              | 2025年6月4日         | 《希望列車》                         | -                | -                | 張               | 張               | 張                   | PRON-5118                                       | 限定盤           | CD               |

### 專輯
| 序號 | 發售日        | 名稱             | 發售形態 | 唱片編號   | 形態   | 備註 |
| ---- | ------------- | ---------------- | -------- | ---------- | ------ | ---- |
| 1    | 2022年6月29日 | 《未完成的未來》 | CD+DVD   | UPCH-20623 | Type-A |      |
| 1    | 2022年6月29日 | 《未完成的未來》 | CD+DVD   | UPCH-20624 | Type-B |      |
| 1    | 2022年6月29日 | 《未完成的未來》 | CD+DVD   | PRON-20623 | 劇場盤 |      |

### 原創歌曲
收錄於非NGT48名義發行的唱片作品中。
| 張數                             | 發行日期                         | 歌名                             | 收錄作品                         |
| You, Be Cool! / King Records發行 | You, Be Cool! / King Records發行 | You, Be Cool! / King Records發行 | You, Be Cool! / King Records發行 |
| -------------------------------- | -------------------------------- | -------------------------------- | -------------------------------- |
| 1                                | 2016年3月9日                     | 《Max朱鷺315號》                 | AKB48《你就是旋律》              |
| 2                                | 2016年6月1日                     | 《你在哪裡？》                   | AKB48《不需要翅膀》              |
| 3                                | 2017年3月15日                    | 《綠意森林運動公園》             | AKB48《Shoot Sign》              |
| 4                                | 2018年3月14日                    | 《就當朋友吧》                   | AKB48《Ja-Ba-Ja》                |

### 演唱會
| 张      | 發行日        | 標題                                                 | 產品編號            | 發行形式    |
| AKS發行 | AKS發行       | AKS發行                                              | AKS發行             | AKS發行     |
| ------- | ------------- | ---------------------------------------------------- | ------------------- | ----------- |
| 1       | 2017年7月7日  | NGT48 1st Anniversary                                | NGT-D0005 NGT-D0006 | DVD Blu-ray |
| 2       | 2018年4月13日 | NGT48 2nd Anniversary                                | NGT-D0007 NGT-D0008 | DVD Blu-ray |
| 3       | 2018年7月30日 | 北原里英畢業演唱會 ～夢之1115日 新潟之女大功告成！～ | NGT-D0009 NGT-D0010 | DVD Blu-ray |

### 劇場公演
| 张      | 發行日        | 標題                                                                   | 產品編號                                | 發行形式                                    |
| AKS發行 | AKS發行       | AKS發行                                                                | AKS發行                                 | AKS發行                                     |
| ------- | ------------- | ---------------------------------------------------------------------- | --------------------------------------- | ------------------------------------------- |
| 1       | 2016年6月18日 | NGT48 Team NIII 1st Stage「PARTY开始了」 NGT48劇場盛大开幕演出的第一天 | NGT-D0001 NGT-D0002 NGT-D0003 NGT-D0004 | DVD Blu-ray 新潟限定包DVD 新潟限定包Blu-ray |

### 節目
| 张 | 發行日        | 標題                   | 發售     | 產品編號              | 發行形式            |
| -- | ------------- | ---------------------- | -------- | --------------------- | ------------------- |
| 1  | 2016年12月2日 | HKT48 vs NGT48指北合戰 | VAP Inc. | VPBF-14532 VPXF-71467 | DVD BOX Blu-ray BOX |

## NGT48劇場
NGT48劇場是NGT48劇場公演的專用場地，位於新潟市中央區萬代一丁目4番8號的「LoveLa2」購物中心四樓。NGT48劇場管理人依任次先後由今村悅朗、早川麻依子擔任；另在山口真帆暴行事件發生後，增設「NGT48劇場副管理人」職務，由岡田剛擔任。

### NGT48劇場公演
2016年1月10日起，组合以NGT48劇場为据点定期舉行公演。

#### Team NIII
1. PARTY开始了（PARTYが始まるよ）：2016年1月10日 - 5月15日[174]（62公演）
2. 睡衣兜风（パジャマドライブ）：2016年5月28日[174] -  2017年6月5日[175]
3. 荣耀之丘（日语：チームNIII 3rd Stage「誇りの丘」）：2017年7月2日[19] - 2018年6月23日[176]
  - 2018年組閣體制：2018年6月30日[176] - 2019年4月21日[43]

#### Team G
1. 引體後翻（逆上がり）：2018年7月1日[176] - 2019年4月21日[43]

#### 研究生
1. 夏之二次会PARTY（夏の二次会PARTY）：2016年8月9日[15][177] - 10月6日
  - PARTY开始了・加爾維斯敦通（PARTYが始まるよ・ガルベストン通り）：2016年10月13日[178] - 2017年10月29日
  - PARTY开始了・越后雪椿（PARTYが始まるよ・えちご雪椿）：2017年11月12日[179] - 2018年6月24日[179][176]
2. PARTY開始了～感受研究生的氣息！～：2018年12月24日 - [180]

#### 特別公演
- 東日本大震灾复兴支援特别公演〜为了谁计划2016〜：2016年3月11日[181]
- 新潟县内女性学生限定特别公演（Team NIII“PARTY开始了”公演）：2016年5月22日[182]
- NGT48劇場100回記念公演：2016年8月21日[183]
- NGT48初披露1周年記念特別公演：2016年8月21日[183]
- NGT48「圣诞」公演：2016年12月25日[184][185]
- NGT48「劇場新春公演」：2017年1月2日[186]
- NGT48劇場开业1周年特别記念公演：2017年1月10日 - 特别活动『NGT48劇場1周年記念・令49000人感到魅力的NGT48之魂!』[187][188]
- Team NIII「睡衣兜风」東日本大震灾复兴支援公演〜为了谁计划2017〜：2017年3月11日[189]
- NGT48研究生「亲密的称呼! 研究生Special」公演：2017年6月12日[190]
- NGT48「2017总选举感谢」公演：2017年6月20日[191]
- NGT48「2nd单曲发售・披露特别公演」〜蓝天会延续到这世界上的哪里去呢？〜：2017年12月3日[192]
- NGT48劇場2周年・前夜祭特别公演：2018年1月9日[193]
- NGT48劇場2周年特别記念公演：2018年1月10日[193]
- 北原里英 NGT48劇場 畢業公演 ～為了大家，直到最後～：2018年4月18日[194]

### 出張公演
- Team NIII「睡衣兜风」
  - 2016年11月5日 - 11月6日，SKE48劇場[195][196]
  - 2016年11月19日 - 11月20日，AKB48劇場[195][197]
  - 2017年2月26日，NMB48劇場[198]
- 研究生「PARTY开始了・加爾維斯敦通」
  - 2017年2月25日，NMB48劇場[198]
- Team G「引體後翻」
  - 2018年10月13日，NMB48劇場[199]
- Team NIII「榮耀之丘」
  - 2018年10月14日，NMB48劇場[199]

## 演出作品

### 電視劇
- AKB戀愛之夜 戀工場（日语：AKBラブナイト 恋工場）（2016年4月21日 - 9月29日；朝日電視台、朝視影音（日语：テレ朝動画）） - 參與成員：柏木由紀、北原里英、高倉萌香[200]
- 暮蟬悲鳴時（2016年5月20日 - 6月24日；BS Sky PerfecTV!（日语：BSスカパー!）） - 參與成員：加藤美南、中井莉加、清司麗菜、本間日陽、北原里英、高倉萌香[201]
  - 暮蟬悲鳴時 解答篇（2016年11月25日 - 12月16日） - 參與成員：加藤美南、中井莉加、清司麗菜、本間日陽、北原里英、高倉萌香
- 豆腐職業摔角（2017年1月22日 - 7月2日；朝日電視台） - 參與成員：山田野繪、中井莉加、加藤美南
- 馬路無理學園（2018年7月25日 - 9月26日；日本電視台） - 參與成員：本間日陽、荻野由佳、加藤美南、山口真帆、村雲颯香、太野彩香、西村菜那子、髙橋真生

### 綜藝、情報節目
播出中
- AKB48 SHOW!（2015年9月5日 - ，不定期演出；NHK BS Premium）[202][203]
- Smile Stadium NST（日语：スマイルスタジアムNST）（2015年11月7日 - ；新潟綜合電視台）[204]
- 只有這裡NGT48（2015年12月1日 - ；NCV Nikoniko有線電視（日语：ニューメディア (ケーブルテレビ局)））[205]
- AKBINGO!（2016年1月13日 - ，不定期演出；日本電視台）[206]
- AKB48神TV（2016年5月22日 - ，不定期演出；家庭劇場（日语：ファミリー劇場））[207]

已播畢
- AKB48的今夜來外宿（2015年10月6日 - 12月22日；日本電視台）[208]
- AKB和××!（2015年11月25日 - 2016年3月23日，不定期演出；讀賣電視台）[209]
- HKT48 vs NGT48指北合戰（2016年1月12日 - 3月29日；日本電視台）[210]
- NGT48 Bakauke開發計劃TV（2016年6月14日 - 7月16日；新潟電視台21）[211]
- NGT48的新潟朋友!（2017年1月17日 - 2019年3月26日；新潟電視台）
- PRODUCE 48（2018年6月15日 - 8月31日；韩国Mnet）

### 广播节目
- NGT48的大家神对应!! Radio握手会!!（2015年10月2日 - 、FM-NIIGATA）[212]
- PORT DE NGT（2015年10月3日 - 、FM PORT（日语：新潟県民エフエム放送））[213]
- AKB48的「我們的故事」（2015年11月6日 - 不定期出演、NHK-FM）[214]
- AKB48的All Night Nippon（日语：AKB48のオールナイトニッポン）（2016年1月7日 - 不定期出演、日本放送）[215]
- NGT48的SWEET HOMEROOM（2016年1月14日 - 、乐天Travel（日语：楽天トラベル）FM）[216]
- NGT48的认真!认真?总选举（2016年2月1日 - 3月21日、BSN Radio）[217][218]
- NGT48的认真!认真?Countdown!（2016年3月28日 - 、BSN Radio）[219]
  - NGT48的认真!认真?Talk（2016年2月1日 - 、BSN Radio）

## 外部連結
- 官方网站
- NGT48的Instagram帳戶
- NGT48的X（前Twitter）
- NGT48的TikTok
- YouTube上的NGT48頻道
- NGT48 Mobile （页面存档备份，存于）
  - NGT48 フォトログ （页面存档备份，存于）
- NGT48 | ソニーミュージック オフィシャルサイト （页面存档备份，存于） - 日本索尼音樂娛樂
  - NGT48 × HELLO KITTY （页面存档备份，存于）
- AKB48グループ × SHOWROOMメンバー個人配信的SHOWROOM專頁
  - NGT48配信ルーム的SHOWROOM專頁
  - ルーム一覧 （页面存档备份，存于）
- NGT48オンラインショップ （页面存档备份，存于）
- NGT48オンラインCDショップ （页面存档备份，存于）
- 握手会友の会 （页面存档备份，存于）